# Аутлук (Вашингтон)
Аутлук (енгл. Outlook) насељено је место без административног статуса у америчкој савезној држави Вашингтон.

## Демографија
По попису из 2010. године број становника је 292.
| Група             | 2000.    | 2010.       |
| Белци             | 0 (0,0%) | 39 (13,4%)  |
| Афроамериканци    | 0 (0,0%) | 1 (0,3%)    |
| Азијати           | 0 (0,0%) | 1 (0,3%)    |
| Хиспаноамериканци | 0 (0,0%) | 244 (83,6%) |
| Укупно            | 0        | 292         |